# NGC 3266
NGC 3266 (другие обозначения — UGC 5725, MCG 11-13-30, ZWG 313.22, PGC 31198) — линзообразная галактика (SB0) в созвездии Большая Медведица.
Этот объект входит в число перечисленных в оригинальной редакции «Нового общего каталога».
В галактике вспыхнула сверхновая SN 1950M, её пиковая видимая звездная величина составила 14,5.